# Marie Dulout
Marie Dulout, née à Vire le 13 mars 1870, est une peintre miniaturiste française.

## Biographie
Élève de François Rivoire et Eugène Claude, elle expose au Salon des artistes français dès 1889.